# Lubiatów (powiat wschowski)
Lubiatów – wieś w Polsce, położona w województwie lubuskim, w powiecie wschowskim, w gminie Sława, ok. 10 km na północny zachód od centrum Sławy.
Przynależność polityczno-administracyjna:
- 1975 - 1989: Polska Rzeczpospolita Ludowa, województwo zielonogórskie
- 1990 - 1998: Rzeczpospolita Polska, województwo zielonogórskie
- 1999–2002: Rzeczpospolita Polska, województwo lubuskie, powiat nowosolski, gmina Sława
- od 2002: Rzeczpospolita Polska, województwo lubuskie, powiat wschowski, gmina Sława

## Położenie

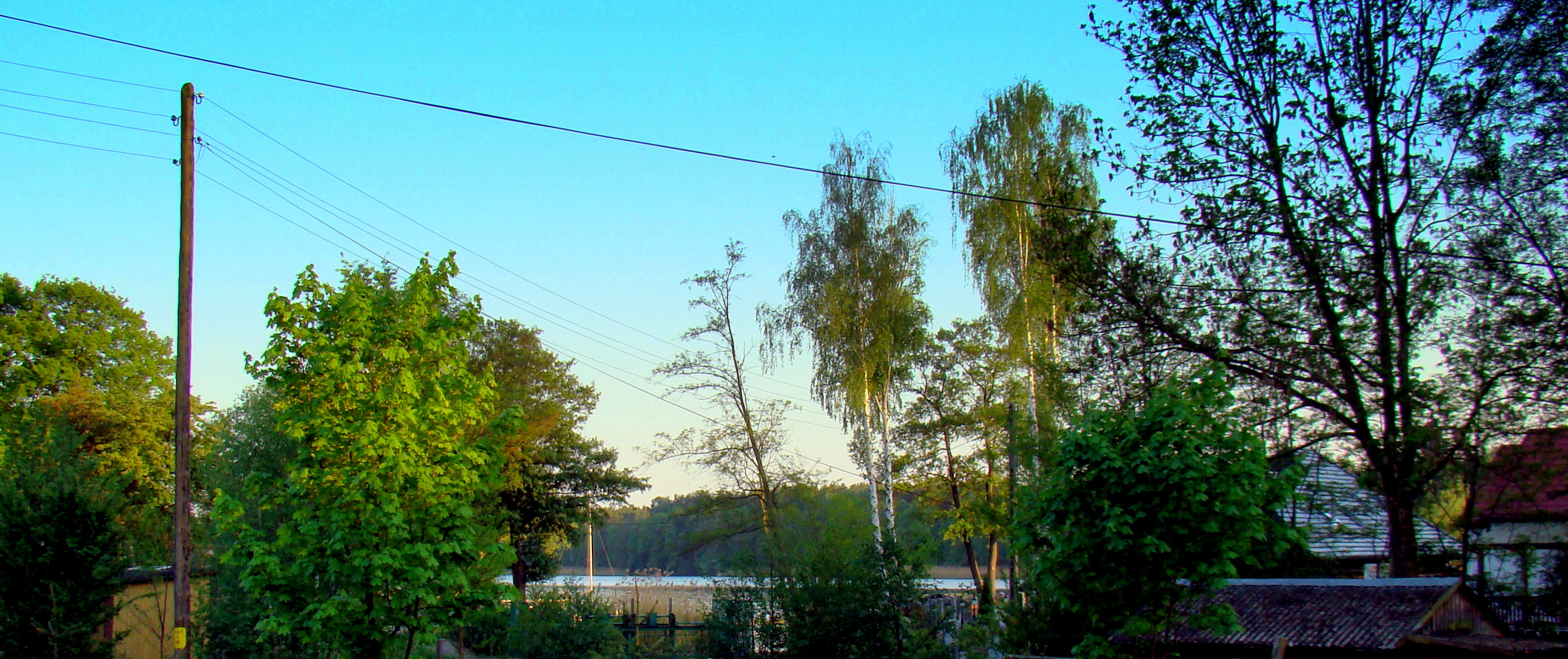
Lubiatów, widok na Jez. Sławskie - Zat. Lubiatowska

Miejscowość usytuowana jest nad Jeziorem Sławskim (Zatoka Lubiatowska) i rzeką Obrzycą (Obra), na skraju lasów Nadleśnictwa Sława Śląska. Przez wieś przebiega droga wojewódzka nr 278. Wieś w formie ulicówki.

## Części wsi
| SIMC    | Nazwa   | Rodzaj     |
| ------- | ------- | ---------- |
| 0913901 | Dębowo  | przysiółek |
| 0913918 | Krępina | przysiółek |

## Zabytki
- zabudowa wiejska z XIX/XX w.

## Turystyka

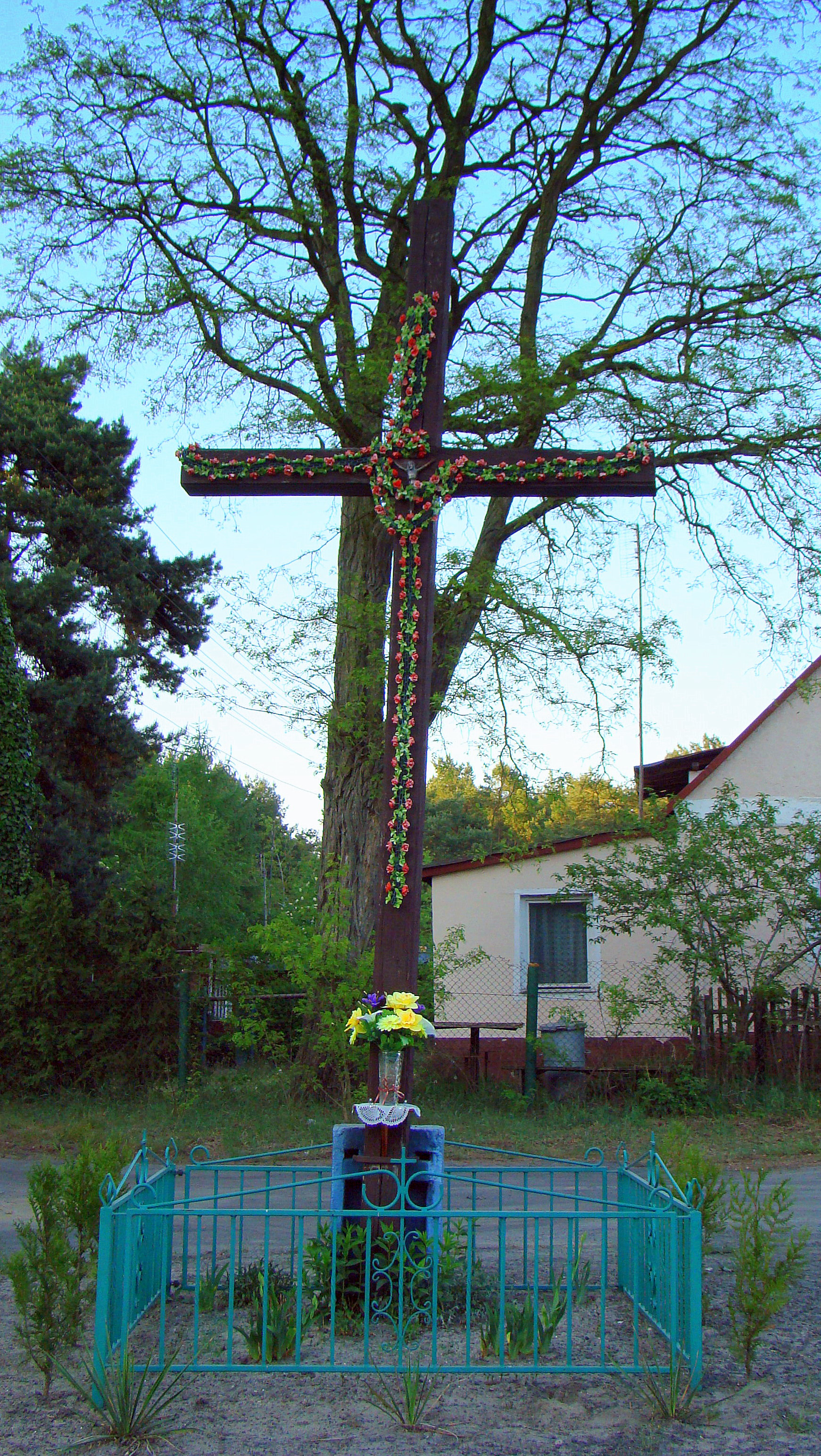
Lubiatów, przydrożny krzyż we wsi

Wieś letniskowa, liczne ośrodki sportowo-wczasowe, hotel wraz z restauracją oraz kwatery prywatne, przystanek autobusowy, sklepy spożywcze.
- Przez wieś prowadzi ok. 31 km szlak : Sława - Radzyń - Jeziorna - Mesze - Lubiatów - Ciosaniec - Świetno
- Od wsi prowadzi trasa rowerowa: Lubiatów - Sława ok. 10 km i Lubiatów - Radzyń ok. 11 km

We wschodniej części (przysiółek) wsi nad Zatoką Krępińską usytuowany jest tzw. Port Lubiatów, znajdują się tam kluby żeglarskie (m.in. Jacht Klub Zagłębia Miedziowego Chalkos) oraz ośrodki rekreacyjne.